# Маккул (лунный кратер)
Кратер Маккул (лат. McCool) — небольшой ударный кратер в южном полушарии обратной стороны Луны. Название присвоено в честь американского астронавта Уильяма Камерона Маккула (1961—2003) погибшего в катастрофе космического корабля «Колумбия» и утверждено Международным астрономическим союзом в 2006 году.

## Описание кратера

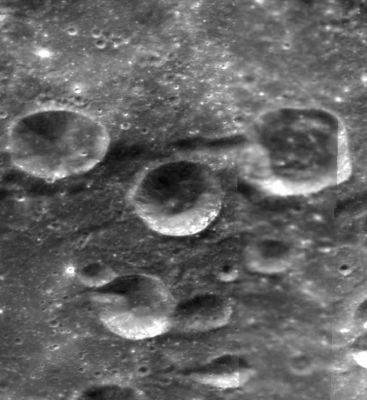
Кратеры Рамон (вверху слева), Д. Браун (в центре), Маккул (вверху справа) и Чавла (ниже и левее центра). Снимок зонда Clementine.

Кратер Маккул находится в юго-восточной части гигантского кратера Аполлон. Другими ближайшими соседями кратера являются кратер Рамон на западе; кратер Хасбанд на западе-северо-западе; кратер Андерс на востоке и кратер Д. Браун на юго-западе.
Селенографические координаты центра кратера 41°17′ ю. ш. 146°16′ з. д. / 41,28° ю. ш. 146,26° з. д., диаметр 20,5 км, глубина 1,8 км.
Кратер Маккул имеет полигональную форму. Вал несколько сглажен, западный и восточный участки вала спрямлены. Внутренний склон вала гладкий. Дно чаши кратера пересеченное, покрыто холмами.

## Сателлитные кратеры
Отсутствуют.